# Исбул (нос)
Носът Исбул (на английски: ’’Isbul Point’’) е тесен скалист морски нос от източната страна на входа в залива Белене на северозападния бряг на полуостров Рей, полуостров Байърс на остров Ливингстън, вдаващ се 600 м в залива Свищов. Разположен 750 м на изток-североизток от нос Старт, 1.23 км на запад-югозапад от нос Кърджали и 1.46 км югозападно от нос Есекс.
Координатите му са: 62°35′05″ ю. ш. 61°12′14″ з. д. / 62.584722° ю. ш. 61.203889° з. д..
Наименуван е на кавхан Исбул, регент при непълнолетните български канове Маламир и Пресиян (9 век). Името е официално дадено на 15 декември 2006 г.
Британско картографиране от 1968 г., испанско от 1992 г., българско от 2005 г. и 2009 г.

## Карти
- L.L. Ivanov. Antarctica: Livingston Island and Greenwich, Robert, Snow and Smith Islands. Scale 1:120000 topographic map. Troyan: Manfred Wörner Foundation, 2009. ISBN 978-954-92032-6-4